# Madagaskar-Taggecko
Der Madagaskar-Taggecko (Phelsuma madagascariensis) gehört innerhalb der Gattung der Taggeckos (Phelsuma) zu den großen Arten.
Mit einer Gesamtlänge bis zu 24 cm und einer Kopf-Rumpf-Länge bis zu 12 cm ist die Unterart Phelsuma madagascariensis madagascariensis die größere der beiden Unterarten; P. m. boehmei erreicht eine Gesamtlänge bis zu 23 cm sowie eine Kopf-Rumpf-Länge bis zu 11 cm.
Bis 2007 zählten P. m. grandis (Großer Madagaskar-Taggecko) und P. m. kochi als Unterarten, erhielten dann Artstatus.

## Färbung
Die Grundfarbe dieses farbenfrohen Haftzehers (sie können mit ihren Füßen auf glattem Untergrund wie Glasscheiben laufen) ist Grün, Kopf- und Schwanzoberseite können dunkelgrün sein, mitunter auch in Richtung Türkis-Bläulich gehen. Rotbraune Flecken (meistens aber rötlich-orange) unterschiedlicher Intensität und Anordnung können auf seiner Oberseite vorkommen. Immer enden sie an seiner Schwanzwurzel. Oft ist in der vorderen Hälfte der Rückseite mittig ein – häufig unterbrochener – rotbrauner Streifen. Ein markanter rotbrauner Strich zieht sich vom Nasenloch durch die Augenregion bis oberhalb der Ohröffnung. Mit Ausnahme dieses Nasofrenalstreifens kann die rotbraune Zeichnung auch fehlen. Der Madagaskar-Taggecko kann sich bei Unbehagen rasch abdunkeln, was die Bestimmung erschwert: Man glaubt dann mitunter, Tiere einer anderen Art vor sich zu haben. Diese Art ist der schnellste Farbwechsler in der Madagascariensis-Gruppe. Ständig dunkle Färbung ist jedoch ein Symptom für Dauerstress, Unterdrückung durch andere Tiere oder Krankheit.
Die Unterseite ist hellcreme bis hellgrün, die Kehle mitunter gestreift, die Kloakenregion (Präanoemoralporen) beim Männchen gelb. Die Schwanzunterseite der Männchen kann hellblau sein. 
Die Zwischenschuppenhaut ist hell-gelb-orange, was für die Abgrenzung zu Phelsuma madagascariensis subsp. boehmei eine große Rolle spielt (Ausnahme: die Madagaskar-Taggeckos der Unterart madagascariensis auf der Insel Nosy Boraha, die ebenfalls dunkle Zwischenschuppenhaut aufweisen). Im Gegensatz zu Phelsuma madagascariensis subsp. kochi sind die Beinoberseiten bei der Unterart madagascarienses nicht gesprenkelt.

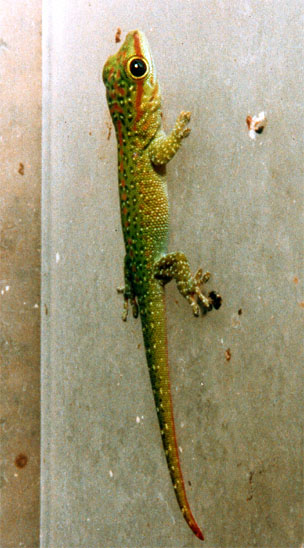
Madagaskar-Taggecko (Phelsuma madagascariensis madagascariensis), juvenil, im Terrarium

Die Jungtiere haben eine ganz andere Färbung und Musterung. Auf gelb- bis olivgrüner Grundfarbe sind rotbraune Striche und Flecken sowie weiße und dunkelbraune Punkte unregelmäßig verteilt, die Flanken können rotbraun-orange sein, die Unterseite ist gelb, die Schwanzunterseite orange, mitunter auch mittelblau. Nach Ablauf eines Jahres wandelt sich die Jugendfärbung in die der adulten Tiere.
Diese Geckos können, wie alle anderen auch, bei Gefahr ihren Schwanz abwerfen, dieser zittert noch, so dass der Angreifer verwirrt ist, und der Gecko weglaufen kann.

## Klassifikation
Phelsuma madagascariensis madagascariensis ist die Nominatform der früher aus vier Unterarten bestehenden Spezies. Die Unterarten P. m. grandis (Großer Madagaskar-Taggecko) und P. m. kochi erhielten 2007 Artstatus, sodass P. madagascariensis madagascariensis und P. madagascariensis boehmei derzeit die beiden Unterarten der Art darstellen.

## Vorkommen und Lebensraum

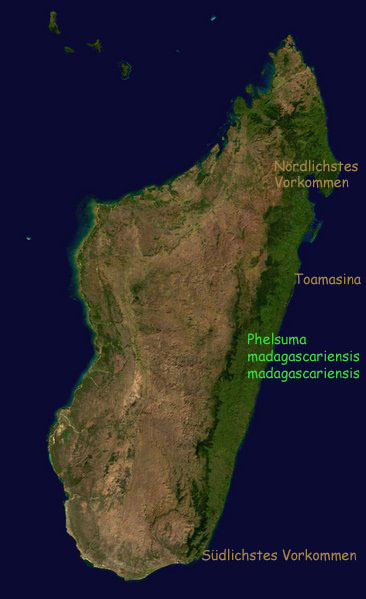
Satellitenfoto von Madagaskar mit der Verbreitung von Phelsuma madagascariensis subsp. madagascariensis

Der Name Madagaskar-Taggecko ist von seinem Vorkommen auf Madagaskar abgeleitet. Die Terra typica designata (MERTENS  1970) ist Tamatave/Toamasina in Ost-Madagaskar.
An der Ostküste Madagaskars – auf dem Satellitenbild bezeichnenderweise grün – lebt er als Kulturbegleiter. Er ist in Primär- und Sekundärwäldern anzutreffen, aber mehr noch an Hüttenwänden, auf Dächern, in Bananenplantagen. Die mittlere Jahrestemperatur liegt dort bei 27,5 °C, der tiefste Temperaturwert liegt bei 11 °C, der höchste bei 36 °C. Der Jahresniederschlag dort beläuft sich auf 3530 mm, die Luftfeuchte liegt im Mittel bei 82,5 %.

## Bedrohung
Wie alle Taggeckos und andere Tiere und Pflanzen Madagaskars ist der Madagaskar-Taggecko durch die Vernichtung des Lebensraumes (Primärwälder, Sekundärwälder, Bau gewaltiger Hotelanlagen), durch damit verbundenen Insektizideinsatz und durch Fang und Export bedroht. Bei der IUCN ist er allerdings noch nicht als gefährdet eingestuft worden.

## Terrarienhaltung
Für die Terrarienhaltung sind  Nachzuchttiere vorzuziehen. Die leichte Züchtbarkeit macht Importe überflüssig. In Deutschland wird die Art so erfolgreich nachgezüchtet, dass sie 2005 gemäß Anlage 5) zu § 7 Abs. 2 Bundesartenschutzverordnung von der Meldepflicht ausgenommen wurde; weiterhin ist der rechtmäßige Erwerb und die Herkunft nachweispflichtig.
Eine mehr oder weniger dichte Bepflanzung mit großblättrigen Gewächsen (Bogenhanf), viele Klettermöglichkeiten (Bambus, Yucca, hohes Terrarium), viel Licht, Luft und Raum, hohe Luftfeuchtigkeit ohne Stickigkeit sind bei dieser Art, die sich leicht halten und züchten lässt und sehr zutraulich werden kann, angesagt. Auf Dauer ist wegen der innerartlichen und außerartlichen Aggressivität nur eine paarweise Haltung möglich. Bei zu viel Bananenbrei und sonstigen gehaltvoll zuckerhaltigen Lebensmitteln neigen die Tiere zu schneller Verfettung, was vermieden werden sollte. Bei optimaler Haltung können die Tiere in Gefangenschaft bis zu 20 Jahre alt werden.